# 100 Welsh Heroes
100 Welsh Heroes é um programa de televisão do gênero jornalístico exibido entre 8 de setembro de 2003 e 23 de fevereiro de 2004. O programa é baseado no programa britânico 100 Greatest Britons da emissora BBC que também colabora na produção do programa.

## Escolhidos

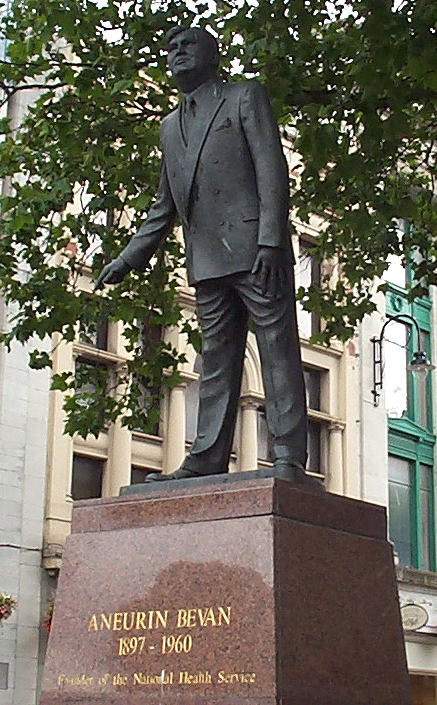
Estátua de Aneurin Bevan, vencedor da competição.

1. Aneurin Bevan
2. Owain Glyndŵr
3. Tom Jones
4. Gwynfor Evans
5. Richard Burton
6. Gareth Edwards
7. Dylan Thomas
8. David Lloyd George
9. Robert Owen
10. Saunders Lewis
11. Mike Peters
12. Bertrand Russell
13. Catherine Zeta-Jones
14. R. S. Thomas
15. Andrew Vicari
16. Evan Roberts
17. James Dean Bradfield
18. William Morgan
19. John Charles
20. Phil Campbell
21. Llywelyn ap Gruffudd
22. Ioan Gruffudd
23. Richey Edwards
24. J.P.R. Williams
25. Tanni Grey-Thompson
26. Simon Weston
27. John Evans
28. Alfred Russel Wallace
29. Michael D. Jones
30. Dafydd ap Gwilym
31. Rowan Williams
32. Patrick Jones
33. Julian Cayo-Evans
34. Tommy Cooper
35. Roald Dahl
36. John Frost
37. Hedd Wyn
38. Jimmy Wilde
39. Richard Price
40. Kyffin Williams
41. Kate Roberts
42. Roy Jenkins
43. Hywel Dda
44. Anthony Hopkins
45. Steve Jones
46. Saint David
47. William Williams Pantycelyn
48. Donald Davies
49. Ron Davies
50. Brian Josephson
51. Henry Morton Stanley
52. T. E. Lawrence
53. Henry VII of England
54. Llywelyn ab Iorwerth
55. Bryn Terfel
56. Dic Penderyn
57. Ian Rush
58. Neil Kinnock
59. W. H. Davies
60. Mark Hughes
61. Clough Williams-Ellis
62. Bill Frost
63. Dafydd Iwan
64. William Price
65. Elizabeth Phillips Hughes
66. Margaret Haig Thomas
67. Clive Granger
68. Terry Matthews
69. Howell Harris
70. King Arthur
71. Cerys Matthews
72. Laura Ashley
73. William Henry Preece
74. David Davies
75. Thomas Jones
76. Colin Jackson
77. Henry Morgan
78. Julien Macdonald
79. Gwen John
80. Rhodri Mawr
81. Iolo Morganwg
82. Alexander Cordell
83. Owain Lawgoch
84. Dannie Abse
85. Gerald of Wales
86. Robert Recorde
87. David Edward Hughes
88. Richard Amerik
89. Evan Evans
90. Richard Wilson
91. William Robert Grove
92. Megan Lloyd George
93. John Jones
94. Raymond Williams
95. John Cale
96. Ernest Jones
97. Waldo Williams
98. The Lord Rhys
99. Isaac Roberts
100. Elizabeth Andrews